# Olga Liaskovskaïa
Olga Antonova Liaskovskaïa  (1892—1988), en russe : Ольга Антоновна Лясковская, est une historienne de l'art soviétique. 

## Travaux
- (ru) Женщина в русской живописи [« La femme dans la peinture russe »], Moscou,‎ 1925
- (ru) В. Г. Перов (1833—1882) [« Vassili Perov (1833—1882) »], Moscou,‎ 1979
- (ru) Карл Брюллов [« Karl Brioullov »], Moscou, Leningrad,‎ 1940
- (ru) В. Д. Поленов. 1844—1927. (Анализ творчества) [« Vassili Polenov. 1844)1927 (Analyse de l'œuvre) »], Moscou,‎ 1946
- (ru) П. П. Чистяков [« Pavel Tchistiakov »], Moscou, Гос. Третьяковской галереи,‎ 1950, 64 p.
- (ru) Илья Ефимович Репин [« Ilia Iefimovitch Répine »], Moscou, Гос. Третьяковской галереи,‎ 1953, 248 p.
  - réédition : (ru) Илья Ефимович Репин [« Ilia Iefimovitch Répine »], Moscou, Искусство,‎ 1960, 384 p.
- (ru) Искусство [« I. I. Répine : de l'art (textes rassemblées par O. Liaskovskaïa »], Moscou,‎ 1960
- (ru) Илья Ефимович Репин [« Ilia Iefimovitch Répine »], Moscou, Искусство,‎ 1982, 3e éd. (1re éd. 1962), 478 p.
- (ru) История русского искусства [« Histoire de l'art russe »], t. IX, livre 2, Moscou,‎ 1965, « В. Д. Поленов (Vassili Polenov) », p. 119-148
- (ru) Пленэр в русской живописи XIX в. [« Le plein-air dans la peinture russe du XIXe siècle »], Moscou, Искусство,‎ 1966, 190 p.
- (ru) Французская готика : Архитектура, скульптура, витраж [« Le gothique français m architecture, sculptures, vitraux »], Moscou, Искусство,‎ 1973, 296 p.
- (ru) В. Г. Перов : Особенности творч. пути художника [« V. G. Perov : spécificité de l'œuvre de l'artiste »], Moscou, Искусство,‎ 1979, 175 p.
- (ru) Живопись и скульптура // История Москвы [« Peinture et sculpture, in Histoire de Moscou »], t. IV, Moscou,‎ 1954, p. 794-822